# Santo Stefano Medio
Santo Stefano Medio is een plaats (frazione) in de Italiaanse gemeente Messina.